# Pierre-Joseph Charrin
Pierre-Joseph Charrin né le 2 février 1784, à Lyon, et mort le 24 avril 1863 à Écouen, est un poète, chansonnier, auteur de pièces de théâtre et goguettier français.
Il est membre du Caveau moderne et fondateur, en 1813, des Soupers de Momus.
Le 14 août 1814, il est reçu au Caveau lyonnais. À cette occasion il rédige des couplets de réception.
En 1815, il est, avec César de Proisy d'Eppe, Alexis Eymery, René Perrin et Joseph Tastu, au nombre des cinq rédacteurs du Dictionnaire des girouettes, ou Nos contemporains peints d'après eux-mêmes … par une société de girouettes… Cet ouvrage de 444 pages qui stigmatise les opportunistes de la période 1789-1815, dont d'illustres membres du Caveau moderne comme de Piis et Dupaty, contribue à la disparition de cette société en 1817.
En 1834, à sa fondation, il rejoint la quatrième société du Caveau.
C'est probablement en 1852, que, devenu doyen des chansonniers, il en est fait président d'honneur.

## Biographie
Eugène Imbert écrit, en juin 1863 :
Pierre-Joseph Charrin, qui vient de s'éteindre au mois d'avril dernier, était né à Lyon le 2 février 1784. Les renseignements nous manquent sur sa jeunesse et ses premières études. Toutefois, d'après ses habitudes de style, d'après le genre généralement élevé de ses compositions, il est permis de conjecturer que dès le jeune âge il fut nourri des saines traditions de l'antiquité, et que, malgré le trouble des temps, il ne fut pas privé d'études classiques.
Depuis plusieurs années déjà il était employé au ministère de la guerre, à la direction générale des subsistances militaires, en qualité de rédacteur, de sous-chef et de garde-magasin de l'habillement, lorsqu'une de ces réformes dont l'économie fut au moins le prétexte sous la Restauration, le priva de sa place. C'était en 1814. Rappelé deux ans plus tard, il se vit atteint de nouveau en 1819, époque où Latour-Maubourg succéda à Gouvion Saint-Cyr au ministère de la guerre.
Charrin se livra dès lors à des entreprises commerciales, auxquelles il dut l'aisance et, plus tard, le repos nécessaire à la culture des lettres et de la poésie.
Il collaborait, sous la Restauration, à divers journaux politiques et littéraires ; mais ces occupations, ces travaux sérieux ne l'empêchaient pas de courtiser la Muse de la Chanson.
Charrin a fait partie des deux sociétés connues sous les noms des Dîners du Caveau moderne et des Soupers de Momus. Les Dîners du Caveau moderne, fondés en 1806, par les anciens membres des dîners du Vaudeville, furent envahis, en 1816, par la politique ; la division se mit parmi les convives; les joyeux repas du Rocher de Cancale cessèrent, et la plupart des chansonniers qui se réunissaient chez Balaine, vinrent s'asseoir à la table des Soupers de Momus, d'où la politique était rigoureusement bannie. Cette dernière société dura jusqu'en 1826.
En 1834, une nouvelle association fut fondée. Elle prit d'abord le titre des Enfants du Caveau, et trois ans plus tard, celui de Caveau.
Charrin en faisait partie depuis sa fondation.
Le premier banquet des Soupers de Momus eut lieu le 6 mars 1813, chez Letellier, rue Montorgueil, au parc d'Etretat. Charrin y chanta l'Éloge des Soupers. Nous citerons le couplet suivant :
Parfois obtenant de ma belle

Tendres rendez-vous désirés

Aux dîners qu'elle offre chez elle,

Soupers chez moi sont préférés.

Avec la nuit,

Dans mon réduit,

Tendre et discrète,

Elle vient en cachette.

Buveur joyeux,

Amant heureux,

Quand vient le jour,

Je fais encor l'amour.

Mainte affaire au dîner me presse

D'oublier tout, de tout quitter :

Vive un bon soupe pour fêter

Bacchus et sa maîtresse !
La vie de Charrin fut bien remplie, et son bagage littéraire très abondant. Faute de place pour donner ici le catalogue complet de ses œuvres, nous citerons seulement :
En poésie : Le Cimetière de village ; Tobie, ou les Captifs de Ninive ; mes Loisirs (1808) ; le Passe-temps (1817) ; Album poétique (1825).
Théâtre, drames : Les deux Forteresses (Ambigu, 1806) ; la Forêt d'Édimbourg (Gaîté, 1806) ; le Rapt, imité de Calderon (Ambigu, 1815) ; Mahomet II (Porte-Saint-Martin, 1820) ; l'Égalité devant la loi (Panthéon, 1833) ; Vingt-quatre heures d'un Duelliste (1834) ; l'Oubli du Devoir (1850).
Comédies : Un Mariage à bout portant ; Lequel des deux ? en collaboration avec M. Lesguillon (1832) ; un Roi en vacances ; cette pièce, en trois actes et six tableaux, devait être jouée sur le théâtre de l'Ambigu le 12 septembre 1834, et a été défendue par la censure le même jour; une Fleur et un Soufflet (1851).
Le dernier recueil publié par Charrin, celui même que nous offrons en prix dans le concours annoncé, forme deux forts volumes, format Charpentier, de 370-340 pages, avec portrait, fac-similé et quatre gravures. Il contient les œuvres poétiques, c'est-à-dire les Chansons, les Fables, les poésies diverses, et cinq pièces de théâtre en vers. Paris, 1857, Amyot et Garnier frères.
Charrin habitait depuis 1844, à Écouen, une maison qu'un personnage éminent et fort riche avait fait bâtir en 1784 pour Adeline, de la Comédie italienne. C'est là qu'il est mort le 25 avril 1863. Il était membre de l'Académie impériale des sciences, belles-lettres et arts de Lyon depuis 1854 ; de la Société littéraire et de la Société épicurienne de la même ville; président d'honneur du Caveau, et chevalier de la Légion d'honneur. Son portrait, peint par Gosse, en 1829, a été gravé par Forster.
Nous reproduisons ici les paroles prononcées sur sa tombe, le 27 avril dernier, par M. Protat, président actuel du Caveau :
Puisque c'est à moi qu'est échu le douloureux privilège d'adresser un suprême adieu, et de payer le tribut de nos regrets à celui qui dort ici son dernier sommeil, laissez-moi vous rappeler, avant que sa tombe ne soit fermée, et qu'il ne paraisse devant Dieu qui le jugera, ce qu'il fit ici-bas pendant sa longue carrière, si noblement et si honorablement remplie.
Né en 1784, Charrin avait été employé pendant plusieurs années au ministère de la guerre, qu'il quitta en 1819, pour se livrer exclusivement à la carrière des lettres. Auteur dramatique, chansonnier, fabuliste et romancier, il a su donner à toutes ses œuvres le cachet d'une remarquable originalité, et leur imprimer le sceau d'un talent incontestable, et elles lui ont fait obtenir la décoration de la Légion d'honneur.
Après avoir été membre du Caveau moderne et des Soupers de Momus, et brillé au premier rang dans cette pléiade de spirituels chansonniers, il fit partie, en 1852, du Caveau actuel, dont il était le doyen, et dont il devint bientôt et est demeuré jusqu'à sa mort le président d'honneur. Loin que l'âge eût affaibli ses facultés, nul n'avait plus que lui d'entrain et de verve juvénile, et nul surtout ne sut mieux joindre aux charmes de l'esprit les précieuses qualités du cœur. C'est à lui qu'on peut appliquer ces vers qu'il adressait, en 1810, à Laujon, dont il devait être plus tard la si fidèle image :
Permets que je dise encore

Au doyen des troubadours,

Chantre aimable à son aurore ;

Chantre aimable en ses vieux-jour,

Nourrisson

D'Apollon,

Ce dieu t'a transmis la lyre,

L'esprit, le joyeux délire,

La grâce d'Anacréon !
Et maintenant que ce passé n'est plus qu'un rêve, et qu'il n'en reste que le pieux souvenir gravé dans nos cœurs, adieu ! mon vieil ami ! Adieu, mon bon et excellent Charrin ! À cette heure suprême, quand tu pars le premier pour un monde meilleur, où nous nous retrouverons un jour, c'est une consolation pour nous de penser que tu nous laisses tes écrits pour modèles, ta vie pour exemple.
Adieu, Charrin, adieu !
Ces éloges ne sont pas exagérés. Charrin joint à une grande verve une forme nette et très accusée. Il excelle à saisir le ridicule et le peint au vif, mais les sentiments généreux trouvent en lui un interprète ardent et convaincu.
On peut citer, dans le genre comique, les Poissons d'avril, le Cancanier, À présent, l'Enfant de troupe, Autant vous entend à l'oreille, Mme Gazette ; dans le genre philosophique, les Sept péchés capitaux, Comme on tient un serment, Peut-être, Je ne sais pas l'âge que j'ai, les Ombres.

## Œuvres partielles

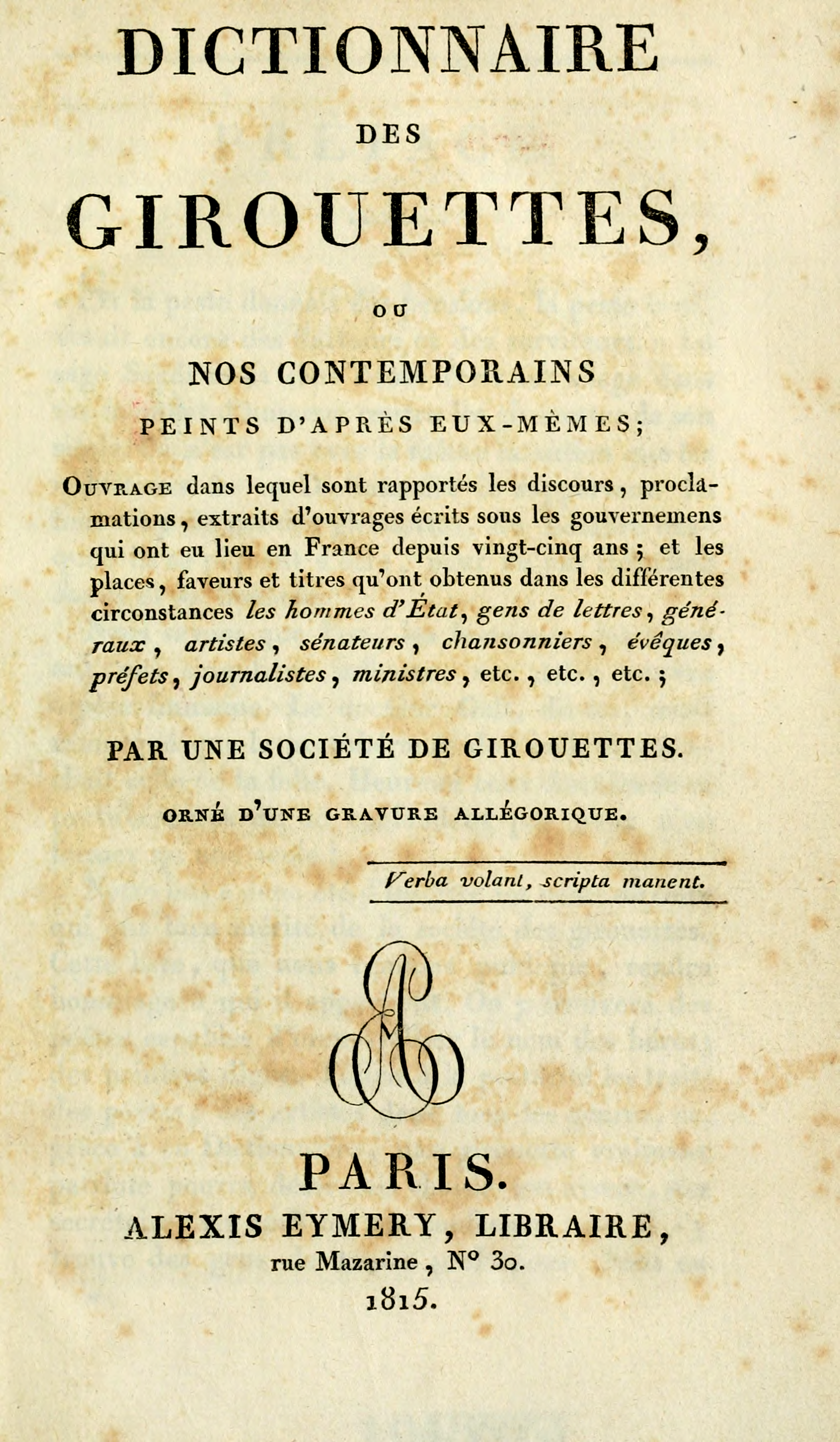
Dictionnaire des girouettes.

- Dictionnaire des girouettes : Nos contemporains peints d'après eux-mêmes … par une société de girouettes (en collaboration avec César de Proisy d'Eppe, Alexis Eymery, René Perrin et Tastu), Paris, Alexis Eymery éditeur, 1815, 444 p. (lire en ligne)
- L'Enfant lyrique du Carnaval de 1816, publié par Ourry, contient la chanson de Charrin Les Amours d'un jeune Tambour. Elle est attribuée par erreur à M. Delorme[7].
- Les Passe-Tems d'un momusien, ou Chansons et poésies de P.-J. Charrin,… 1817
- Les soirées de famille. Tome 1, contes, nouvelles, traits historiques et anecdotes ; recueil philosophique, moral et divertissant 1817
- Le recueil de Théophile-Marion Dumersan et Noël Ségur, Chansons nationales et populaires de France précédées d'une Histoire de la chanson française et accompagnées de notes historiques et littéraires , 17e édition, revue et augmentée, Garnier frères éditeur, Paris 1866, contient 12 chansons de Pierre-Joseph Charrin[8].

## Quelques chansons
- Les Passe-Tems d'un momusien, ou Chansons et poésies de P.-J. Charrin, Membre de plusieurs Académies, Convive des soupers de Momus, etc. Ornés de 4 Gravures et de 8 Airs notés. Locard et Davi éditeurs, Paris 1817, 201 pages.

## Source
- La Muse gauloise. Journal de la chanson par tous et pour tous, no 8, 15 juin 1863.

## Article lié
- Goguette